# Billedstabilisering
Billedstabilisering er en familie af teknikker som forøger stabilisering af billeder og anvendes blandt andet ved fotografering og videooptagelser samt i kikkerter og teleskoper. 
Ved eksempelvis fotografering og videooptagelser, er fordelen ved billedstabilisering, blandt andet, muligheden for at tage/ optage billeder i langt svagere lys end normalt uden at billederne bliver uskarpe. 
Det vil sige at ved at tage et håndholdt billede kan væsentlig længere lukketider anvendes, eksempelvis kan 1/50 sekund erstattes med 1/25 sekund, når det gælder fotografering.
Stabilisering ved fotografering kan opnås ved tre forskellige metoder afhængig af kameratype og objektiv
- Stabiliseringsmodul i objektivet. Blev introduceret af Canon i 1995 efter et større udviklingsarbejde. I objektivet er der installeret et stabiliseringsmodul med en gyro, som registrerer bevægelser. Ved rystelser af apparatet bevæges linserne i objektivet modsat den udførte bevægelse, med neutralisation til følge.

- Stabiliseringsmodul i apparatet. Blev introduceret af Konica Minolta. I kameraet er der installeret et stabiliseringsmodul, hvor billedchippen kompenserer for rystelser. Modulet fungerer i et samspil mellem en gyro og en aktiveringsmotor, som bevæger billedchippen, med neutralisation til følge.

- Digital stabilisering. Denne metode anvendes især i videokameraer og virker ved foretage en beskæring af billedet. Det udsnit der udtages bliver så flyttet i modsat takt af kameraets bevægelser, og rystelser vil dermed blive kompenseret. Systemet er kompakt og virker uden bevægelige dele; til gengæld reduceres sensorens anvendelige areal og desuden kan den digitale justering ofte anes som uro i billedet.

## Koder (foto)
De forskellige kamera- og objektivfabrikanter mærker deres produkter med billedstabilering som følger:
- AS (Anti-Shake) – Konica Minolta
- AB (Anti-blur Mode) – Fujifilm
- IS (Image Stabilizer) – Canon
- OIS (Optical Image Stabilizer) – Panasonic
- OS (Optical Stabilizer) – Sigma
- SR (Shake Reduction) – Pentax
- SSSOIS (Super Steady Shot Optical Image Stabilization) – Sony
- VR (Vibration Reduction) – Nikon